# Lepilemur mittermeieri
Il lepilemure di Mittermeier (Lepilemur mittermeieri Rabarivola et al., 2006) è un lemure della famiglia dei Lepilemuridae descritto recentemente. Come tutti i lemuri, è endemico del  Madagascar.
L'epiteto specifico è un omaggio a Russell Mittermeier, presidente della Unione Internazionale per la Conservazione della Natura (IUCN), per il suo contributo alla conservazione della natura in Madagascar.

## Distribuzione e habitat
Questa specie è diffusa unicamente nella penisola di Ampasindava (13°41′04.9″S 47°58′19.8″E), nel Madagascar nord-occidentale (Provincia di Mahajanga).

## Conservazione
Data la recente data di scoperta della specie, non ci sono dati sufficienti a stabilire il suo status di conservazione. Tuttavia se venisse confermato che il Lepilemur mittermeieri è distribuito unicamente nell'area di Ampasindava allora verrebbe inserito della lista delle specie a rischio.